# Sophie Angermann
Sophie Angermann (* 2. September 1892 in München; † 1. Januar 1973 in Honolulu) war eine deutsche literarische Übersetzerin.

## Leben
Sophie Angermann gehörte in den Zwanziger- und Dreißigerjahren des 20. Jahrhunderts zu den produktivsten Übersetzern von Belletristik aus dem Norwegischen, Schwedischen und Dänischen ins Deutsche; die meisten dieser Übersetzungen entstanden in Zusammenarbeit mit Julius Sandmeier. Nach dem Zweiten Weltkrieg kamen Übersetzungen aus dem Englischen hinzu. Sophie Angermann lebte zuletzt in Honolulu (Hawaii).

## Übersetzungen
- Karen Aabye: Martine, Hamburg 1954
- Johan Bojer: Die Auswanderer, München 1925 (übersetzt zusammen mit Julius Sandmeier)
- Johan Bojer: Der große Hunger, München 1926 (übersetzt zusammen mit Julia Koppel und Julius Sandmeier)
- Johan Bojer: Des Königs Kerle, München 1939 (übersetzt zusammen mit Julius Sandmeier)
- Johan Bojer: Der Mann mit den Masken, München 1926 (übersetzt zusammen mit Julius Sandmeier)
- Johan Bojer: Der neue Tempel, München 1929 (übersetzt zusammen mit Julius Sandmeier)
- Johan Bojer: Die Schuld des Kristen Fjelken, München 1950
- Johan Bojer: Der Verstrickte, München 1932 (übersetzt zusammen mit Julius Sandmeier)
- Johan Bojer: Volk am Meer, München 1930 (übersetzt zusammen mit Julius Sandmeier)
- Johannes Buchholtz: Susanne, München (übersetzt zusammen mit Julius Sandmeier)
  - 1 (1932)
  - 2 (1933)
- Erskine Caldwell: Claudelle Inglish, München 1959
- Olav Duun: Gott lächelt, Hamburg 1939 (übersetzt zusammen mit Julius Sandmeier)
- Olav Duun: Die Juwikinger, Frankfurt a. M. (übersetzt zusammen mit Julius Sandmeier)
  - 1. Per Anders und sein Geschlecht, 1927
  - 2. Odin, 1929
- Olav Duun: Die Olsöy-Burschen, Berlin 1930 (übersetzt zusammen mit Julius Sandmeier)
- Olav Duun: Ragnhild, Olten [u. a.] 1960
- Mikkjel Fønhus: Die Biber bauen am Schwarzweiher, München 1938 (übersetzt zusammen mit Julius Sandmeier)
- Mikkjel Fønhus: Jaampa, der Silberfuchs, München 1930 (übersetzt zusammen mit Julius Sandmeier)
- Mikkjel Fønhus: Die Löwen am Kilimatui, München 1932 (übersetzt zusammen mit Julius Sandmeier)
- Mikkjel Fønhus: Der Schiläufer, München 1936   (übersetzt zusammen mit Julius Sandmeier)
- Mikkjel Fønhus: Der Troll-Elch, München 1926 (übersetzt zusammen mit Julius Sandmeier)
- Mikkjel Fønhus: Die Wildnis braust, München 1928 (übersetzt zusammen mit Julius Sandmeier)
- Mikkjel Fønhus: Wölfe, München 1935 (übersetzt zusammen mit Julius Sandmeier)
- Trygve Gulbranssen: Heimkehr nach Björndal, München 1952
- Neil Miller Gunn: Der Quell am Ende der Welt, München 1955
- Knut Hamsun: August Weltumsegler, München 1930 (übersetzt zusammen mit Julius Sandmeier)
- Knut Hamsun: Landstreicher, München 1928 (übersetzt zusammen mit Julius Sandmeier)
- Knut Hamsun: Nach Jahr und Tag, München 1933 (übersetzt zusammen mit Julius Sandmeier)
- Knut Hamsun: Der Ring schließt sich, München 1936 (übersetzt zusammen mit Julius Sandmeier)
- Marie Hamsun: Die Enkel auf Langerud, München 1958
- Marie Hamsun: Die Langerudkinder, München 1928 (übersetzt zusammen mit Julius Sandmeier)
- Marie Hamsun: Die Langerudkinder im Winter, München 1929 (übersetzt zusammen mit Julius Sandmeier)
- Marie Hamsun: Die Langerudkinder wachsen heran, München 1933 (übersetzt zusammen mit Julius Sandmeier)
- Marie Hamsun: Ola Langerud in der Stadt, München 1930 (übersetzt zusammen mit Julius Sandmeier)
- Marie Hamsun: Der Regenbogen, München 1954
- Michael Hastings: Das Spiel, München 1958
- Alfred Hauge: Sturm über Siglarholm, Kassel [u. a.] 1951
- Andreas Haukland: Die Nornen spinnen, München 1926
- William Heinesen: Noatun, Göttingen 1939 (übersetzt zusammen mit Günther Ruprecht und Julius Sandmeier)
- Madeleine Henrey: Kleine Madeleine, München 1956
- Selma Lagerlöf: Eine Herrenhofsage, München 1950
- Selma Lagerlöf: Jerusalem, München 1955 (übersetzt zusammen mit Pauline Klaiber-Gottschau)
- Peter Lanham: Blut hat nur eine Farbe, München 1953
- Johannes Anker Larsen: Martha und Maria, Leipzig 1925 (übersetzt zusammen mit Julius Sandmeier)
- Joshua Loth Liebman: Mach Frieden mit Dir, Berlin [u. a.] 1948
- Edita Morris: Die Blumen von Hiroshima, München 1960
- Edita Morris: Das Leben heiß zu lieben, München [u. a.] 1950
- Edita Morris: Liebe zu Vietnam, München 1967
- Edita Morris: Die Saat von Hiroshima, München 1965
- Edita Morris: Sampeh, München 1962
- Beverley Nichols: Kein Vogel singt in moll, Hamburg 1954
- Barbra Ring: Die Tochter von Eldjarstad, München 1934 (übersetzt zusammen mit Julius Sandmeier)
- Daphne Rooke: Mittie, München 1952
- Carl Schøyen: Der Lofot, Jena 1924 (übersetzt zusammen mit Julius Sandmeier)
- Sigfrid Siwertz: Seelambs – die Geldjäger, Lübeck (übersetzt zusammen mit Julius Sandmeier)
  - 1 (1925)
  - 2 (1925)
- Sigfrid Siwertz: Das Witwenspiel, Lübeck 1926 (übersetzt zusammen mit Julius Sandmeier)
- Sigrid Undset: Der brennende Busch, Frankfurt 1931 (übersetzt zusammen mit Julius Sandmeier)
- Sigrid Undset: Frau Hjelde, Berlin 1930 (übersetzt zusammen mit Julius Sandmeier)
- Sigrid Undset: Das getreue Eheweib, Zürich 1938 (übersetzt zusammen mit Julius Sandmeier)
- Sigrid Undset: Glückliche Zeiten, Bonn 1957
- Sigrid Undset: Gymnadenia, Frankfurt a. M. 1930 (übersetzt zusammen mit Julius Sandmeier)
- Sigrid Undset: Harriet Waage, Berlin 1931 (übersetzt zusammen mit Julius Sandmeier)
- Sigrid Undset: Ida Elisabeth, Frankfurt a. M. 1934 (übersetzt zusammen mit Julius Sandmeier)
- Sigrid Undset: Kristin Lavranstochter, Potsdam (übersetzt zusammen mit Julius Sandmeier)
  - 1. Der Kranz, 1926
  - 2. Die Frau, 1926
  - 3. Das Kreuz, 1926
- Sigrid Undset: Östlich der Sonne und westlich vom Mond, Frankfurt 1930 (übersetzt zusammen mit Julius Sandmeier)
- Sigrid Undset: Olav Audunssohn, Frankfurt a. M. (übersetzt zusammen mit Julius Sandmeier)
  - 1 (1928)
  - 2. Olav Audunssohn auf Hestviken, 1928
  - 3. Olav Audunssohn und seine Kinder, 1929
  - 4. Olav Audunssohn und seine Kinder, 1929
- Sigrid Undset: Viga-Ljot und Vigdis, Berlin 1931 (übersetzt zusammen mit Julius Sandmeier)
- Susan Yorke: Ich, Hamburg 1953

| Personendaten    | Personendaten         |
| ---------------- | --------------------- |
| NAME             | Angermann, Sophie     |
| KURZBESCHREIBUNG | deutsche Übersetzerin |
| GEBURTSDATUM     | 2. September 1892     |
| GEBURTSORT       | München               |
| STERBEDATUM      | 1. Januar 1973        |
| STERBEORT        | Honolulu              |